# Kraftwerk
Kraftwerk er en tysk musikgruppe fra Düsseldorf, der blev dannet i 1968 under navnet Organisation. Kraftwerks elektroniske og minimalistiske musik er et produkt af efterkrigstidens Vesttyskland, hvor gruppen oprindelig var en del af den eksperimenterende krautrock-scene i Düsseldorf.
Kraftwerks musik er hovedsageligt bygget op om elektroniske instrumenter som synthesizere og trommemaskiner, og til vokaldelen er der ofte anvendt vocodere. Stilen er minimalistisk, og teksterne handler om teknologi, f.eks. computere, robotter og tog- og bilrejser.
Kraftwerks gennembrud kom i 1974 med Autobahn, der fulgtes af album som Trans Europe Express, Radio Activity, The Man Machine og Computer World. Efter mange år uden studiealbums udkom Tour de France Soundtracks i 2003.
Kraftwerk har foruden stifterne og kernemedlemmerne, Ralf Hütter og Florian Schneider (egentlig Schneider-Esleben), omfattet Karl Bartos, Wolfgang Flür og Emil Schult med flere. Schneider forlod Kraftwerk i 2008, og døde i 2020. Med Hütter som eneste oprindelige medlem, fortsætter Kraftwerk med at spille koncerter verden rundt.
Kraftwerk er af flere kilder blevet beskrevet som det mest indflydelsesrige band nogensinde, og har haft en skelsættende betydning for nærmest alle former for moderne populærmusik, bl.a. elektronisk musik, hiphop, rock og pop. Kraftwerks innovative produktionsmetoder og minimale kompositioner har været forud sin tid, og har inspireret adskillige andre musikere gennem tiden, især inden for hiphop, new wave, house og techno.

## Historie
Kraftwerk blev dannet i 1968 (under navnet Organisation, der i 1970 blev til Kraftwerk) af Florian Schneider (tværfløjte) og Ralf Hütter (keyboard og synthesizer) i Düsseldorf. De to mødtes som studenter på Robert Schumann Hochschule sidst i 1960'erne, hvor de var aktive i den eksperimenterende vesttyske musikscene, som medierne døbte krautrock. Organisations eneste album, Tone Float, var en kritisk og kommerciel fiasko. Organisation blev opløst, men Schneider og Hütter valgte at fortsætte under navnet Kraftwerk.
De tidlige Kraftwerk line-ups (1970-1974) var skiftende. Hütter og Schneider arbejdede med en hel del musikere under optagelserne af de fire første albums og en del liveoptrædener. To tidlige medlemmer var guitarist Michael Rother og trommeslager Klaus Dinger, som forlod Kraftwerk for at danne duoen Neu! Kraftwerks tre første albums bestod af eksperimentende og improviserende instrumentalmusik, der ikke havde nogen videre succes, men det fjerde album Autobahn blev et internationalt gennembrud med flere hitlisteplaceringer, og var desuden det første af en lang række konceptalbums fra gruppen. Den improviserede musik var skiftet ud med stramt komponerede og gentagende melodier, og instrumenterne var næsten udelukkende elektroniske.
Det, der betegnes som det klassiske line-up opstod i 1975 under turnéen Autobahn Tour. Her var bandet præsenteret som en elektronisk kvartet med Hütter og Schneider som frontfigurer og Wolfgang Flür og Karl Bartos som elektroniske trommeslagere. Flür begyndte i bandet i 1973 som trommeslager under forberedelsen til en TV-optræden, der skulle reklamere for deres tredje album. I showet sås Flür spille på et hjemmebygget elektronisk trommesæt. Flür og Bartos fungerede i begyndelsen kun som backingmusikere, men kom senere til at have indflydelse på sangenes komposition.
Autobahn blev fulgt op af albummet Radio Activity, der indeholdt sange på både engelsk og tysk. De efterfølgende albums blev udgivet med både engelske og tyske tekster. Kraftwerk byggede deres eget studie i Düsseldorf, hvor de selv byggede synthesizere og trommemaskiner, der kunne frembringe de maskinelle klange, som kom til at kendetegne Kraftwerks musik i årene frem. Albumsne Trans Europe Express og The Man-Machine høstede stor kritikerros, og Kraftwerk gik fra at være kult til at være et etableret musiknavn, da elektronisk musik langsomt blev mere og mere accepteret i den musikalske mainstream. I 1981 udkom Computer World, der også blev en stor succes. På dette tidspunkt havde Kraftwerk fået selskab af flere andre populære elektroniske navne, bl.a. Depeche Mode, Gary Numan, New Order m.fl. I hiphoppens tidlige år var Kraftwerk en vigtig inspirationskilde for flere navne, og den amerikanske rapper Afrika Bambataa brugte et sample af Trans Europa Express på sangen Planet Rock. Det næste album Electric Café tog fem år at producere, og var ikke den samme succes som de forrige albums. Wolfgang Flür og Karl Bartos forlod Kraftwerk i protest over Hütters perfektionistiske og langsomme arbejdsmetode. Udover opsamlingen The Mix skulle der gå 17 år før Kraftwerk igen udgav albummet Tour de France Soundtracks, der afspejler Ralf Hütters store interesse for cykelsport.
I årene efter har Kraftwerk ikke udgivet ny musik, men i stedet fokuseret på koncerter, hvilket har resulteret i de meget roste livealbums Minimum-Maximum og 3-D The Catalogue. Med en række nye medlemmer på scenen, har Schneider og Hütter spillet en lang række koncerter verden over, der har budt på nyfortolkninger af gamle sange, og et visuelt sceneshow, der involverer 3D-effekter og computeranimation. Florian Schneider forlod Kraftwerk i 2008 og døde af kræft den 21. april 2020. I forbindelse med Covid-19 måtte Kraftwerk aflyse en lang række koncerter i USA i sommeren 2020.

## Kling Klang-studiet
De fleste Kraftwerk-albums er indspillet i gruppens eget lydstudie ved navn Kling Klang, der i mange år havde adresse i Düsseldorf, men blev flyttet til Meerbusch-Osterath i 2009. Her har Kraftwerks medlemmer selv bygget eller modificeret synthesizere, trommemaskiner og effektenheder, og selv produceret deres musik. Kling Klang-studiet er indhyllet i mystik, da meget få mennesker har fået adgang til studiet, og Ralf Hütter og Florian Schneider har været udsædvanligt aflukkede i deres kontakt med omverdenen. Det er meget svært for journalister og andre at få kontakt til Kraftwerk, og flere mennesker har i tidens løb forgæves forsøgt at få adgang til Kling Klang-studiet. I forbindelse med radioprogrammet DR P6 Beat elsker Kraftwerk forsøgte en gruppe danske musikjounalister at få kontakt til Kraftwerk på Kling Klang-studiets adresse, men blev smidt ud af en vred Ralf Hütter.

## Medlemmer
Nuværende medlemmer
- Ralf Hütter – forsanger, synthesizere, keyboards (1970–nu); orgel, trommer og percussion, bas (1970–74)
- Fritz Hilpert – elektronisk percussion (1987–nu)[10]
- Henning Schmitz – elektronisk percussion, keyboards ved liveoptrædener (1991–nu)[10]
- Falk Grieffenhagen – videotekniker ved liveoptrædener (2012–nu)[10]

Tidligere medlemmer
- Florian Schneider – synthesizere, backing vokal, vocoder, computer-genereret vokal, akustisk og elektronisk fløjte, saxofon, percussion, elektrisk guitar, violin (1970–2008, død 2020)
- Houschäng Nejadépour – elektrisk guitar (1970–71)
- Eberhard Kranemann – bas (1970–71)[11]
- Klaus Dinger – trommer (1970–71; død 2008)
- Peter Schmidt – trommer (1970)
- Karl "Charly" Weiss – trommer (1970; død 2009)
- Thomas Lohmann – trommer (1970)
- Andreas Hohmann – trommer (1970)
- Michael Rother – elektrisk guitar (1971)
- Wolfgang Flür – elektronisk percussion (1973–87)
- Emil Schult – elektrisk guitar, elektronisk violin (1973)
- Plato Kostic (a.k.a. Plato Riviera) – bas (1973)
- Klaus Röder – elektrisk guitar, elektronisk violin (1974)
- Karl Bartos – elektronisk percussion, vokal, vibrafon, keyboards (1975–90)[12]
- Fernando Abrantes – elektronisk percussion, synthesizer (1991)
- Stefan Pfaffe – videotekniker ved liveoptrædener (2008–12)

## Diskografi
- Tone Float (1969) (under navnet Organisation)
- Kraftwerk (1970)
- Kraftwerk 2 (1971)
- Ralf und Florian (1973)
- Autobahn (1974)
- Radio Activity (1975) – tysksproget titel: Radioactivität
- Trans Europe Express (1977) – tysksproget titel: Trans Europa Express
- The Man-Machine (1978) – tysksproget titel: Die Mensch-Maschine
- Computer World (1981) – tysksproget titel: Computerwelt
- Electric Café (1986) – senere omdøbt til Techno Pop
- The Mix (1991) – remix-opsamling af tidligere numre
- Tour de France Soundtracks (2003) – senere omdøbt til Tour de France
- Minimum-Maximum (2005) – livealbum
- The Catalogue (2009) – digital remaster – Hvid box – 8 cd box set – tysksproget titel: Der Katalog
- The Catalogue (2012) – digital remaster – Sort box – 8 cd box set – tysksproget titel: Der Katalog
- 3-D Der Katalog (2017) – livealbum